# Classe Tarawa
Les navires de classe Tarawa sont des navires d'assaut amphibie (Landing Helicopter Assault selon la liste des codes des immatriculations des navires de l'US Navy), conçus pour déployer des forces terrestres sur des rives ennemies. 
Cette classe a été dessinée par le docteur Reuven Leopold,
Ils incorporent dans un seul navire les capacités de plusieurs navires d'assaut amphibie : le Landing Platform Helicopter (LPH), le Landing Platform Dock (LPD), l'Amphibious Cargo Ship (LKA), et le Landing Ship Dock (LSD). À bord de ces navires il y a un escadron d'hélicoptères qui ont comme mission le transport de troupes et de l'équipement, jusqu'à 20 AV-8B Harrier II et des embarcations de débarquement (1 aéroglisseur LCAC ou 4 LCU ou 7 LCM(8) ou 17 LCM(6)). Ils sont remplacés à partir de 2013 par les bâtiments de classe America.

## Navires
| Nom                      | Mise sur cale    | Lancé             | Mise en service   | Retrait du service | Sort                                   |
| ------------------------ | ---------------- | ----------------- | ----------------- | ------------------ | -------------------------------------- |
| USS Tarawa (LHA-1)       | 15 novembre 1971 | 1er décembre 1973 | 29 mai 1976       | 31 mars 2009       | coulé en tant que navire-cible en 2024 |
| USS Saipan (LHA-2)       | 21 juillet 1972  | 18 juillet 1974   | 15 octobre 1977   | 25 avril 2007      | Vendu à la ferraille                   |
| USS Belleau Wood (LHA-3) | 5 mars 1973      | 11 avril 1977     | 23 septembre 1978 | 28 octobre 2005    | coulé en tant que navire-cible en 2006 |
| USS Nassau (LHA-4)       | 13 août 1973     | 21 janvier 1978   | 28 juillet 1979   | 31 mars 2011       | Vendu à la ferraille                   |
| USS Peleliu (LHA-5)      | 12 novembre 1976 | 25 novembre 1978  | 3 mai 1980        | 31 mars 2015       | En réserve                             |

## Galerie de photos

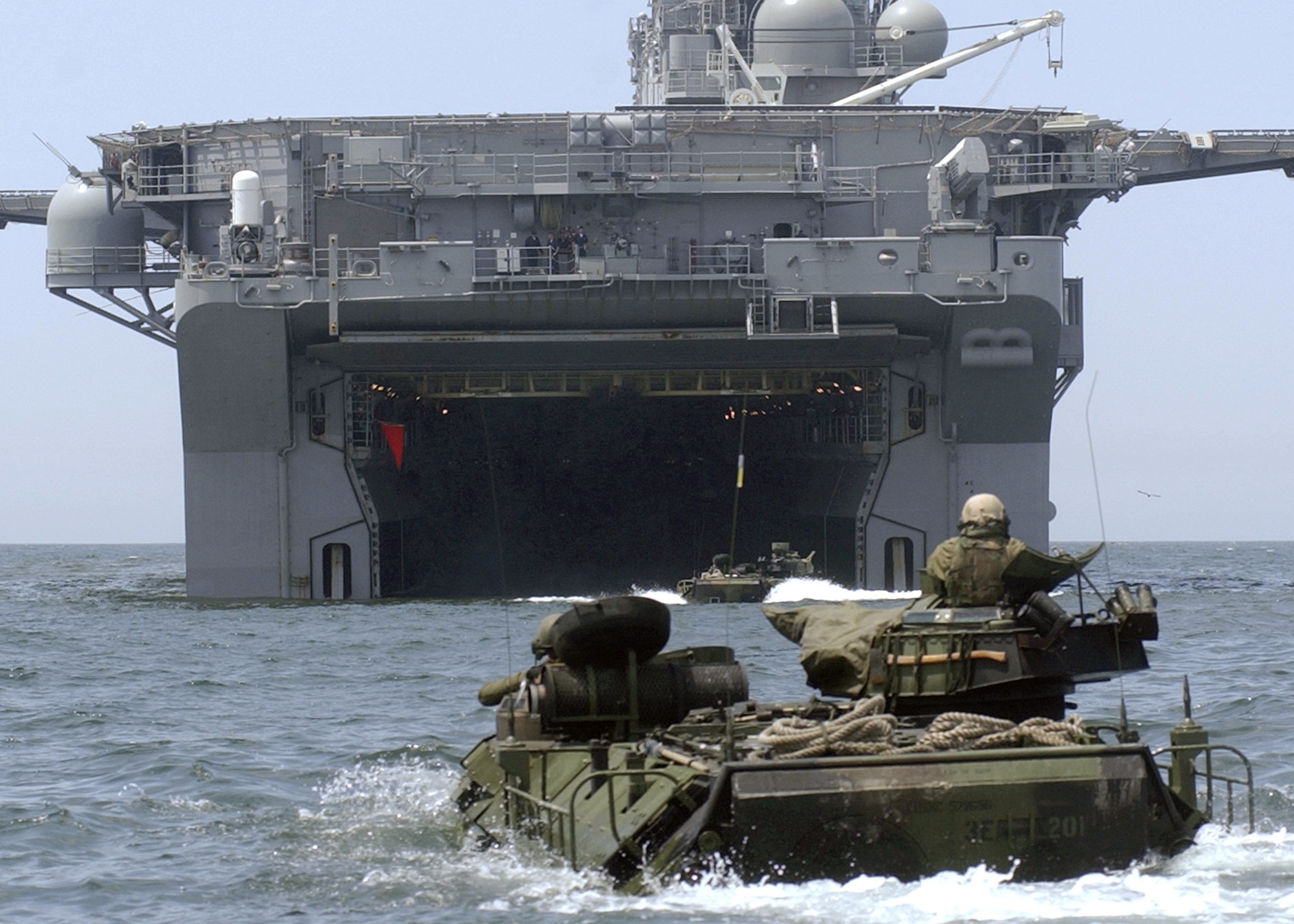
Un véhicule amphibie AAV-7 enradiant l'USS Bonhomme Richard (LHD-6) dans le Pacifique (26 avril 2004).
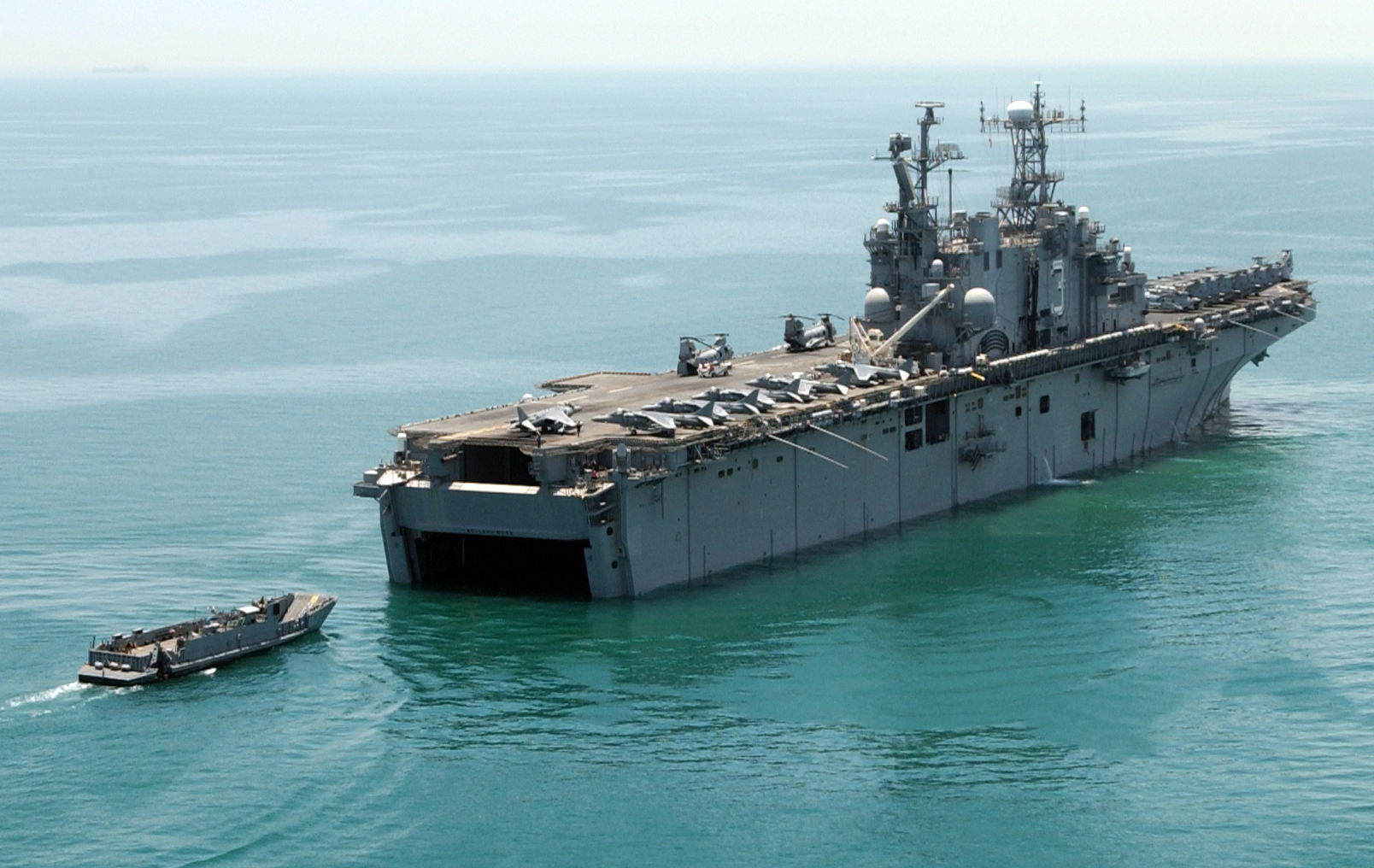
Un LCU enradiant l'USS Belleau Wood (LHA-3) au large du Koweït (7 juillet 2004).